# Sandro Rosell
Alexandre Rosell i Feli, kaldt Sandro Rosell (født 6. marts 1964 i Barcelona) er tidligere præsident i sportklubben FC Barcelona.
Sandro Rosell blev valgt som præsident i sommeren 2010 for en seks-årig periode. Han var vicepræsident for klubben fra 2003 til 2005. Karrieren stoppede 23. januar 2014, efter pengebedrageri mod klubbens spiller Neymar.